# FSV Schmalkalden
Der FSV Schmalkalden ist ein deutscher Fußballverein aus Schmalkalden im Landkreis Schmalkalden-Meiningen. Heimstätte des Vereins ist das Stadion am Walperloh.

## Verein

Logo der BSG WK

Logo der BSG Motor

Vorläufer des FSV Schmalkalden ist der im Jahr 1904 gegründete SV 04 Schmalkalden. Bis Ende des Zweiten Weltkrieges agierte der SV 04 im regionalen Bereich des Gau Westthüringen. Nach der Auflösung des SV 04 im Jahr 1945 startete der Verein 1947 als SG Fortuna Schmalkalden neu. In der Folgezeit kletterten die Thüringer nach mehreren Aufstiegen bis 1954 in die drittklassige Bezirksliga Suhl.
Bis Mitte der fünfziger Jahre standen der Sportgemeinschaft wieder mehrere Namensänderungen bevor. Anfangs in ZBSG Schmalkalden und Betriebssportgemeinschaft Feinprüf umbenannt, erfolgte 1951 eine Umbenennung in BSG Motor Mitte Schmalkalden. Nach einer Fusion mit Motor Ost trat die BSG ab 1954 als Motor Schmalkalden auf. Auf sportlicher Ebene trat Motor Schmalkalden bis Ende der siebziger Jahre auf der Stelle. Nach einem zwischenzeitlichen Abstieg in die Bezirksklasse Suhl verbesserten sich die sportlichen Rahmenbedingungen durch das Einsteigen des ortsansässigen Werkzeugkombinates. 1979 gelang Motor Schmalkalden mit knappen Vorsprung vor Lok Meiningen der Aufstieg in die zweitklassige DDR-Liga. Die inzwischen in Werkzeugkombinat Schmalkalden umbenannte BSG entwickelte sich in den nächsten Jahren zu einer Fahrstuhlmannschaft. Den insgesamt drei Aufstiegen in die DDR-Liga erfolgte unmittelbar der sofortige Wiederabstieg.
Nach der Wende wurde der Verein unter seinen alten Namen SV 04 neu gegründet. Sportlich wurde der SV in die Landesliga Thüringen integriert, aus der der Verein in den nächsten Jahren schnell bis in die Bezirksklasse abstieg. Im Jahr 1998 gelang Schmalkalden für die nächsten sechs Spielzeiten die Rückkehr in die Landesliga, wobei sich 1999 die Fußballabteilung als FSV Schmalkalden vom bisherigen Verein abspaltete. Nach zwei Abstiegen in den Jahren 2004 und 2005 spielte der FSV Schmalkalden bis zur Saison 2008/09 in der Bezirksliga Thüringen (Staffel 1). Nach dem 1. Tabellenplatz und dem Gewinn der Südthüringenmeisterschaft spielte der FSV 2009/10 in der Landesklasse (West) Thüringen, aus der man jedoch postwendend wieder abstieg. In der Saison 2017/18 spielte der FSV in der achtklassigen Kreisoberliga Rhön-Rennsteig. Jedoch wurde die Männermannschaft am Saisonende abgemeldet. In der Saison 2023/24 wurde der Spielbetrieb in der 1. Kreisklasse Staffel II wieder aufgenommen.

## Statistik
- Teilnahme DDR-Liga: 1979/80, 1981/82, 1983/84
- Ewige Tabelle der DDR-Liga: Rang 167

## Personen
- Jens Ramme, ehemaliger DDR-Oberligaspieler bei Dynamo Dresden, spielte bis 1985 bei WK Schmalkalden
- Michael Molata, späterer Bundesliga-Spieler bei Arminia Bielefeld und dem Hamburger SV, spielt in der Jugend bei WK Schmalkalden